# Staré Město u Frýdku-Místku
Staré Město (deutsch Altstadt) ist eine Gemeinde in Tschechien. Sie liegt zweieinhalb Kilometer südöstlich des Stadtzentrums von Frýdek-Místek und gehört zum Okres Frýdek-Místek.

## Geographie
Staré Město befindet sich rechtsseitig der Ostravice am südöstlichen Stadtrand von Frýdek-Místek zwischen den Einmündungen der Morávka und der Baštice im Beskidenvorland. Im Südosten erhebt sich der Hügel Hůrky (342 m n.m.). Südlich liegt der Stausee Baška.
|        | Frýdek                                      | Panské Nové Dvory |
| Místek | Kompassrose, die auf Nachbargemeinden zeigt | Dobrá, Na Kamenci |
| Bahno  | Zbytky, Baška, Kunčičky u Bašky             | Skalice           |

## Geschichte
Im Jahre 1305 erfolgte in den Registern des Bistums Breslau die Ersterwähnung des Dorfes Jannutha. 1327 wurde Jannutha bzw. Jamnice in einer Urkunde Herzog Kasimirs III. von Teschen als oppidiscum municionibus mit einer über der
alten Handelsstraße von Mähren nach Teschen gelegenen Feste bezeichnet. Nach dem Ausbau der Feste zur landesherrlichen Burg Friedeck entstand um 1340 dicht bei Jamnice die neue Stadt Friedeck, zu der die Handelsstraße hin verlegt wurde. Es wird angenommen, dass Jamnice mit Staré Město identisch ist, jedoch konnte ein Nachweis dafür noch nicht erbracht werden.
Seit der 1573 erfolgten Ausgliederung der Herrschaft Friedeck aus dem Herzogtum Teschen gehörte Altstadt bis zur Mitte des 19. Jahrhunderts zur Friedecker Herrschaft.
Ab 1850 bildete Altstadt/Staré Město eine Gemeinde im Bezirk Teschen. Ab 1908 gehörte der Ort zum Bezirk Friedeck. Nach dem Zweiten Weltkrieg wurde Staré Město dem Okres Místek zugeordnet und kam 1961 nach dessen Auflösung zum Okres Frýdek-Místek. 1979 wurde das Dorf als Frýdek-Místek 5-Staré Město in die Doppelstadt Frýdek-Místek eingemeindet. 1990 entstand die Gemeinde Staré Město wieder. Seit 1998 führt Staré Město ein Wappen und Banner. Die Weihe erfolgte durch den Bischof František Lobkowicz.

## Gemeindegliederung
Für die Gemeinde Staré Město sind keine Ortsteile ausgewiesen. Zu Staré Město gehörte die Ansiedlung Zbytky.

## Sehenswürdigkeiten
- neoromanische Kirche St. Josef, errichtet 1904 durch den Baumeister Hans Pohl, das Gemälde des Kirchenpatrons am Hauptaltar stammt vom Wiener Maler Heinerl
- Naturdenkmal Profil Morávky, Tal der Morávka westlich des Dorfes